# کاشنیتسه
کاشنیتسه (به چکی: Kašnice) یک منطقهٔ مسکونی در جمهوری چک است که در ناحیه برتسلاو واقع شده‌است. کاشنیتسه ۱٫۵۵ کیلومتر مربع مساحت و ۲۳۱ نفر جمعیت دارد و ۲۱۵ متر بالاتر از سطح دریا واقع شده‌است.